# Eulophiella
Eulophiella Rolfe, 1891 è un genere di piante della famiglia delle Orchidacee, endemico del Madagascar.

## Tassonomia
Il genere Eulophiella appartiene alla sottofamiglia Epidendroideae (tribù Cymbidieae, sottotribù Eulophiinae).
Comprende 6 specie:
- Eulophiella capuroniana Bosser & Morat, 1972
- Eulophiella elisabethae Linden & Rolfe, 1891
- Eulophiella ericophila Bosser, 1974
- Eulophiella galbana (Ridl.) Bosser & Morat, 2001
- Eulophiella longibracteata Hermans & P.J.Cribb
- Eulophiella roempleriana (Rchb.f.) Schltr., 1915